# Levis est fortuna: cito reposcit quod dedit
Levis est fortuna: cito reposcit quod dedit  лат. (изговор:левис ест фортуна: цито репосцит квод дедит ). Срећа је нестална: брзо тражи натраг (оно) што је дала Публилије Сиранин .

## Италијанска изрека
"Il mondo e fatto a scale, chi le scende e chi le sale" итал. Свијет је начињен од степеница, неко се пење по њима а неко силази.

## Изрека у српском језику
"Коло среће уоколи вртећи се не престаје, тко би гори, ето је доли, а тко доли, горе устаје", стих из Гундулићевог Османа .

## Значење
Срећа је промјењљива. Често, срећни постају несрећни, а они несрећни, срећни.